# Савватеев, Аркадий Михайлович
Арка́дий Миха́йлович Саввате́ев (28 ноября 1919 — 23 мая 1987) — механик-водитель танка 219-й Кременчугской Краснознамённой танковой бригады 1-го Красногвардейского механизированного корпуса 2-й гвардейской танковой армии 1-го Белорусского фронта, старший сержант, Герой Советского Союза.

## Биография
Родом из ныне не существующей деревни Мосеиха Большая Лухского района Ивановской области, из русских крестьян. Рано остался без родителей. Учась в школе, стал трактористом и работал наравне со взрослыми. По окончании неполной средней школы стал бригадиром тракторной бригады на машинно-тракторной станции.

### Военная служба
В танковых войсках с 1939 года.
Участвовал в Великой Отечественной войне с первых дней.
Участвовал в освобождении городов Ржева, Витебска, Минска, Варшавы. Форсировал Одер.
Летом 1944 года, находясь в разведке, Савватеев неожиданно встретился с немецкими «фердинандами». Находясь в заведомо неравном положении, танкисты приняли бой. Когда же танк Савватеева загорелся, он, набрав скорость, с ходу таранил ближайшего к нему «фердинанда». С тяжёлым ранением Савватеев оказался в госпитале.
Вернулся в свою часть во время боевых действий на территории Польши на подступах к Варшаве.
В окружении оказался штаб одной части. Враг мог захватить знамя и секретные документы.
Три танка, на головном водителем был Савватеев, скрытно и внезапно сумели пробиться к окружённому штабу. Савватеев принял в танк зачехлённое знамя и документы. В другие танки посадили штабных работников. Три советских танка вновь прорвали вражеский заслон, буквально давя гусеницами противника. Однако оказалось, что железнодорожный мост, через который можно было переправиться, подорван. Разогнав танк, Савватеев перепрыгнул разрушенный пролёт моста, два других танка также последовали его примеру. Знамя и важные документы были спасены.
В январе 1945 года Савватеев первым ворвался в польский город Кутно. Здесь им было подавлено более двадцати пулемётных точек противника.
Затем он проскочил на станцию, где стоял эшелон с горючим, танками и боеприпасами. Огнём из пушки танкисты повредили девять танков и подожгли цистерны с горючим. За этот рейд он уничтожил не менее сотни солдат и офицеров врага.
В марте 1945 года Савватеев с ходу форсировал реку Одер. Его танк прикрывал переправу первых стрелковых подразделений. Когда же он был подбит, отважный водитель, даже раненый, продолжал драться до тех пор, пока не кончились ручные гранаты.
Указом Президиума Верховного Совета СССР от 24 марта 1945 года за образцовое выполнение заданий командования и проявленные мужество и героизм в боях с немецко-фашистскими захватчиками старшему сержанту Савватееву Аркадию Михайловичу присвоено звание Героя Советского Союза с вручением ордена Ленина и медали «Золотая Звезда» (№ 8750).

### Послевоенная жизнь
После демобилизации в 1945 году вернулся в родную деревню, работал в колхозе, несмотря на инвалидность и потерю одного глаза.
С 1977 года жил в райцентре, посёлке Лух. Скончался от рака. Похоронен на кладбище посёлка Лух.

## Память
К 65-летию Победы в посёлке Лух на доме, где проживал герой (улица Первомайская, 54), администрацией Лухского района установлена мемориальная доска.

## Другие награды
- Медаль «Золотая Звезда»;
- орден Ленина;
- орден Отечественной войны 1 степени;
- орден Красной Звезды;
- медали, в том числе:
  - медаль «За отвагу»;
  - медаль «За освобождение Варшавы».